# Archachatina bicarinata
Archachatina bicarinata é uma espécie de gastrópode  da família Achatinidae.
É endémica de São Tomé e Príncipe.